# Mathias Fullerton
Mathias Fullerton (27 de mayo de 2003) es un deportista danés que compitió en tiro con arco, en la modalidad de arco compuesto.
Ganó una medalla de plata en el Campeonato Mundial de Tiro con Arco al Aire Libre de 2023. Además, obtuvo tres medallas en el Campeonato Europeo de Tiro con Arco al Aire Libre, en los años 2021 y 2024, y tres medallas en el Campeonato Europeo de Tiro con Arco en Sala, en los años 2024 y 2025. En los Juegos Europeos de Cracovia 2023 consiguió una medalla de plata.

## Palmarés internacional
| Campeonato Mundial al Aire Libre | Campeonato Mundial al Aire Libre | Campeonato Mundial al Aire Libre | Campeonato Mundial al Aire Libre |
| Año                              | Lugar                            | Medalla                          | Prueba                           |
| -------------------------------- | -------------------------------- | -------------------------------- | -------------------------------- |
| 2023                             | Berlín (Alemania)                | Medalla de plata                 | Equipo                           |
| Juegos Europeos                  |                                  |                                  |                                  |
| Año                              | Lugar                            | Medalla                          | Prueba                           |
| 2023                             | Cracovia (Polonia)               | Medalla de plata                 | Equipo mixto                     |
| Campeonato Europeo al Aire Libre |                                  |                                  |                                  |
| Año                              | Lugar                            | Medalla                          | Prueba                           |
| 2021                             | Antalya (Turquía)                | Medalla de plata                 | Individual                       |
| 2024                             | Essen (Alemania)                 | Medalla de oro                   | Individual                       |
| 2024                             | Essen (Alemania)                 | Medalla de bronce                | Equipo                           |
| Campeonato Europeo en Sala       |                                  |                                  |                                  |
| Año                              | Lugar                            | Medalla                          | Prueba                           |
| 2024                             | Varaždin (Croacia)               | Medalla de oro                   | Equipo                           |
| 2025                             | Samsun (Turquía)                 | Medalla de bronce                | Individual                       |
| 2025                             | Samsun (Turquía)                 | Medalla de bronce                | Equipo                           |